# Роман Сута
Роман Сута (латис. Romans Suta; 28 квітня 1896 — 14 липня 1944) — латвійський художник, дизайнер і педагог. Входив до «Ризької групи художників». Один із засновників майстерні із розпису порцелянових виробів «Балтарс».

## Біографія
Народився 28 квітня 1896 року в Дзербенській волості Венденського повіту в родині власника невеликого магазина Екаба Сути.
Після навчання у Валкській початковій школі закінчив екстерном Псковське реальне училище (1912). Навчався в приватній студії Юліса Мадерніекса (1913), в Ризькому міському художньому училищі у Вільгельма Пурвіта і Яніса Тільбергса (1913—1915). У 1915 році разом з сім'єю евакуювався в Петроград. Закінчив Художню школу в Пензі (1917).
У серпні 1917 року добровільно вступив до лав Земгалського латиського стрілецького полку. В кінці того ж року повернувся до Латвії, входив до групи художників-експресіоністів (1919), один із засновників і активних членів Ризької групи художників (1920—1926), майстерні розпису по порцеляні Балтарс (1924—1929), член Ризького товариства художників графіків (1929—1934). З 1926 року учасник виставок Мистецького об'єднання «Зелена ворона».
У 1923 році як стипендіат Латвійського культурного фонду відвідав Берлін, Дрезден і Париж. Мав особисті контакти з Амеде Озанфаном, Ле Корбюзьє, Маркусом Люперцем.
Володар золотої (за стилістичні ідеї національного конструктивізму) і бронзової (за розпис по порцеляні) медалей на Міжнародній виставці сучасних декоративних і промислових мистецтв 1925 року в Парижі, срібної медалі (за Кузнецовську кераміку) на Міжнародній виставці 1935 року в Брюсселі, Гран Прі на міжнародній виставці 1937 року в Парижі за кришталь Ільгюціємської фабрики.

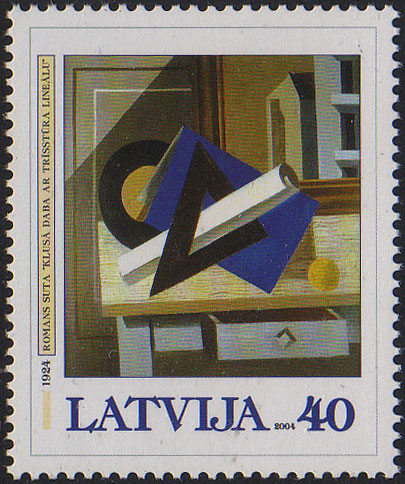
Натюрморт з косинцем. Роман Сута, 1924 рік. Поштова марка Латвії

Разом з Ото Скулме працював над святковим Первомайським оформленням Риги в 1919 році. Займався оформленням інтер'єрів. Був одним із засновників культурного товариства Латвія-СРСР (1926), художником-оформлювачем павільйону СРСР на міжнародній промисловій виставці (1928). Брав участь в оформленні Сільськогосподарської виставки в Єлгаві (1936), Ремісничо-художньої виставки в Ризі (1938), був головним художником оформлення латвійських павільйонів на Міжнародній виставці в Парижі (1937) і на Лейпцизькому ярмарку (1939).
Працював головним художником Ризької порцеляново-фаянсової фабрики Кузнєцова і Ільгюціємського скляного заводу (1931—1940).
Керував студією малюнка в Ризькій народній вищій школі (1929—1934) і в приватній художній студії (1934—1940). Працював художником-постановником Ризької кіностудії (1939—1941), був головним художником першого в Радянській Латвії ігрового фільму «Каугурське повстання». У 1941 році евакуювався до Грузії, працював художником на кіностудії «Грузія-фільм». У 1943 році був заарештований за безглуздим звинуваченням і в 1944 році розстріляний. Реабілітований в 1959 році.
У 2008 році в Ризі, на базі меморіальної квартири Романа Сути і Олександри Бєльцова, відкрився музей, експозиція якого присвячена творчості художника.

## Творчість
Брав участь у складі колективних художніх виставок з 1919 року. Його роботи виставлялися в Тарту (1923), Талліні (1923, 1928), Берліні (1923, 1925, 1928), Варшаві (1924), Парижі (1925, 1937), Стокгольмі (1927), Нью-Йорку (1930), Вашингтоні (1930), Празі (1930), Осло (1933), Ленінграді (1934), Москві (1934), Брюсселі (1935), Лейпцигу (1939).
Персональна виставка в Ризі (1928, спільно з А. Бєльцовою). Пам'ятні виставки: Рига (1966, 1985—1986, 1991. 1996), Цесіс (1991).
Найбільш відомі живописні роботи: «Церква» (1917), «Дві фігури» (1919), «Автопортрет з трубкою» (1919), «Окопники» (1920), «Натюрморт з пилкою» (початок 20-х років), «Арлекін з гітарою» (1923), «Яніс Пласа з подругою» (1927), «Іподром» (1933).

### В театрі
- 1933 — декорації та костюми для балету Анатолія Вільтзака «Пульчінелла» (Латвійська опера, Рига).

### Фільмографія
Як художник працював над фільмами:
- 1940  — Каугурське повстання
- 1941  — В чорних горах
- 1942  — Невловимий Ян
- 1944  — Щит Джургая

## Родина
- Мати: Наталія Амалія Сута — одна з перших в післявоєнній Латвії популяризаторів дієтичного і вегетаріанського харчування. Власниця популярного кафе «Суккуб».
- Брат: Рейнгольд Сута — штурман далекого плавання.
- Дружина: Олександра Бєльцова — художниця.
- Донька: Тетяна Сута — мистецтвознавець.